# 神谷学
神谷 学（かみや がく、1958年〈昭和33年〉6月4日 - ）は、日本の政治家。元愛知県安城市長（5期）。本名では、「かみやまなぶ」と読む。

## 経歴
愛知県安城市東端町生まれ。1977年3月、愛知県立安城高等学校普通科卒業。同年4月、東京農業大学農学部に入学。大学時代は禅寺通いをし、それをきっかけとして仏教聖典を読むようになった。1981年、同大学卒業。長野県の八ヶ岳中央農業実践大学校で1年間研修し、職員として勤務。学寮の責任者を任されていたとき、卒業間近の生徒が自殺。生徒を救えなかったことに苦しみ、同校を3年で退職した。郷里へ戻り、高校2年生のときに知り合った同級生と結婚。家業のハウス園芸を手がけた。
1987年、地元の安城市議会議員が急死したことにより市議選に立候補し、初当選。1999年、4期目の当選を果たす。
2002年5月、安城市議会議長に就任。

### 2003年市長選挙
2002年11月8日、翌年の安城市長選挙に立候補する意向を表明し、議長の辞任願を副議長に提出した。
2003年2月2日執行の市長選挙に、自民党安城市支部長の大見志朗県議の支援を受け立候補。現職の杉浦正行を破り初当選した。
※当日有権者数：123,633人 最終投票率：57.02%（前回比：pts）
| 候補者名 | 年齢 | 所属党派 | 新旧別 | 得票数   | 得票率 | 推薦・支持 |
| -------- | ---- | -------- | ------ | -------- | ------ | ---------- |
| 神谷学   | 46   | 無所属   | 新     | 37,854票 | 54.34% |            |
| 杉浦正行 | 66   | 無所属   | 現     | 31,808票 | 45.66% |            |

### 2007年市長選挙
2007年1月28日告示、2月4日執行。無投票により再選。

### 2011年市長選挙
2011年2月6日投開票。連合愛知の推薦と自民党市議の支援を受けて立候補。元市議の永田敦史を破り3選。
※当日有権者数：135,458人 最終投票率：64.56%（前回比：+7.54pts）
| 候補者名 | 年齢 | 所属党派 | 新旧別 | 得票数   | 得票率 | 推薦・支持       |
| -------- | ---- | -------- | ------ | -------- | ------ | ---------------- |
| 神谷学   | 52   | 無所属   | 現     | 60,062票 | 69.48% | （推薦）連合愛知 |
| 永田敦史 | 40   | 無所属   | 新     | 26,381票 | 30.52% |                  |

2011年から2012年にかけて全国市長会副会長、愛知県市長会会長を務めた。

### 2015年市長選挙
2014年9月2日、市議会定例会において市長選への出馬表明を行った。同年12月22日、多選と無投票を疑問視する市議有志の声を受けて、近藤正俊元市議長が出馬の意向を明らかにする。近藤陣営では、大見正衆議院議員が選対本部長となって全面支援したが、市議会の保守系議員約20人は神谷と近藤にほぼ半分に分裂した。
2015年2月1日に行われた市長選で連合愛知の推薦を受けた神谷が近藤を下し、4選。
※当日有権者数：139,467人 最終投票率：50.81%（前回比：-13.75pts）
| 候補者名 | 年齢 | 所属党派 | 新旧別 | 得票数   | 得票率 | 推薦・支持       |
| -------- | ---- | -------- | ------ | -------- | ------ | ---------------- |
| 神谷学   | 56   | 無所属   | 現     | 47,145票 | 67.52% | （推薦）連合愛知 |
| 近藤正俊 | 66   | 無所属   | 新     | 22,683票 | 32.48% |                  |

### 2019年市長選挙
2018年夏、神谷は新聞の取材に対し、4期で退く意向を一旦示す。市議会最大会派の安城創生会に後継者の人選を託すも、結局擁立できないまま冬を迎え、12月4日、市議会の一般質問で自身が5選出馬することを正式表明した。2019年1月9日、連合愛知は神谷の推薦を決定した。
市長選と同日（2月3日）に行われる知事選に3選を目指して立候補した大村秀章が静観を決め込む中（安城市は現在も自宅と事務所がある衆議院議員時代以来の地盤）、多選反対を掲げた元衆議院議員の大見正、日本維新の会・減税日本の推薦を受けた元市議の永田敦史を破り、5選を果たした。
※当日有権者数：147,130人 最終投票率：53.26%（前回比：＋2.45pts）
| 候補者名 | 年齢 | 所属党派 | 新旧別 | 得票数   | 得票率 | 推薦・支持                     |
| -------- | ---- | -------- | ------ | -------- | ------ | ------------------------------ |
| 神谷学   | 60   | 無所属   | 現     | 38,839票 | 50.13% | （推薦）連合愛知               |
| 大見正   | 60   | 無所属   | 新     | 24,864票 | 32.09% |                                |
| 永田敦史 | 48   | 無所属   | 新     | 13,768票 | 17.77% | （推薦）日本維新の会・減税日本 |

## 市政

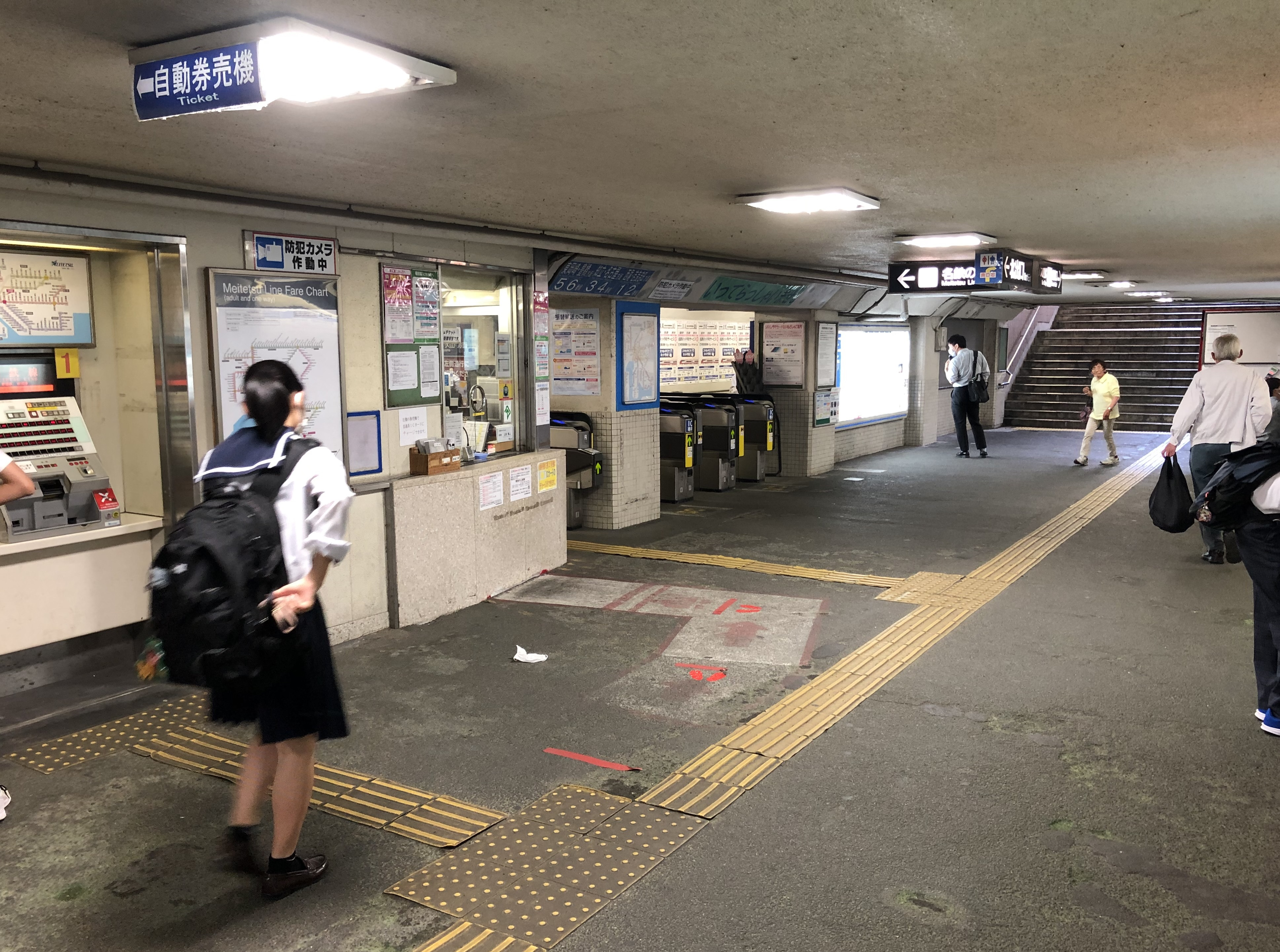
地下通路があった時代の名鉄新安城駅。2017年6月、神谷は橋上駅舎化計画を正式発表した。

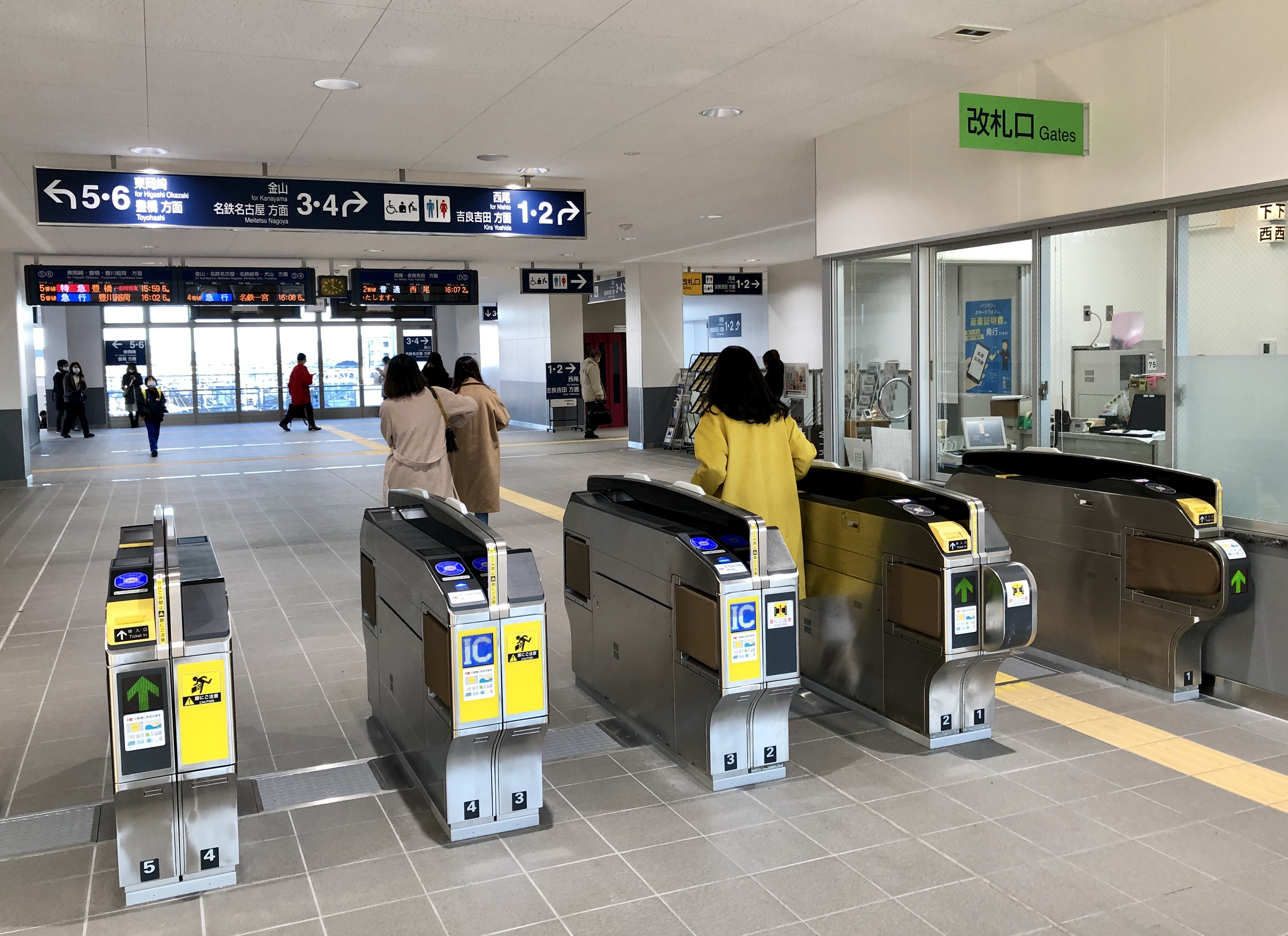
2020年12月19日に運用開始された新安城駅の橋上駅舎改札。

新安城駅の橋上駅整備事業
2008年6月、名鉄西尾線の桜井駅が高架線に切り替えられ、南桜井駅が開業。これに伴い新安城駅において名鉄西尾線からの乗りかえ客の増加が予測されるため、名鉄は神谷に対し、事業費を負担し合って新安城駅の建て替えを行いたい旨の申し出をした。しかし同年9月に発生したリーマン・ショックを境に、名鉄側は「全額市負担でなければ整備をしない」との考えに変わる。
2015年の市長選で神谷は「名鉄新安城駅の橋上駅化」を公約に掲げ、4選を果たした。
2017年6月5日、市議会定例会の一般質問で「駅舎の橋上化や南北の自由通路の設置など総事業費約32億円のうち、約30億3,000万円を市が負担することで名鉄と合意した」と発表した。「財政状況が比較的良好であるこの時期に、多額の費用を負担してでも駅の改修をしていくことが必要であると判断した」と市議に説明。
2018年6月の市議会定例会に、総事業費31億7,200万円のうち30億6,600万円を市が負担する工事協定締結議案を提出し、賛成23、反対4で可決された。2019年2月の市長選に出馬表明している市議の永田敦史は、議案反対に票を投じている。
新型コロナウイルス感染症拡大に対する施策
2020年3月24日、新型コロナウイルス感染症の影響に対する支援策として、児童扶養手当の受給世帯を対象に、一世帯当たり3万円を支給すると発表した。感染拡大を受けての現金給付は県内初となる。
同年8月1日、新型コロナウイルス対策の一環として、新製品開発やビジネスモデルの転換を目指す中小事業者を支援する「がんばる中小企業応援事業補助金」の申請受付を開始した。対象経費は試作品開発の原材料費と副資材費、機械や装置のリース料、外注加工費、システム導入費など。対象経費の3分の2（上限50万円）を補助する。予算額は20社分相当の1,000万円。
その他
- 2003年2月の市長選挙で「市長給与の30％カット」「小学校入学までの医療費の無料化」「少人数学級の実現」「大型事業の見直し」「市民が主役の市政運営」「ガラス張りの市政と対話重視のまちづくり」の6つを公約に掲げ、初当選。このうち、給与30％カット、小学生入学までの医療費無料、少人数学級については、同年3月の市議会定例会で実現した。同年7月からは、小学校区単位（市内20カ所）で行う市民との対話集会「まちかど座談会」を開始した[32][33]。
- 2022年4月1日、食品ロス削減を目指し、飲食店や小売店で余った料理や食材を希望する消費者に紹介するマッチングサービスの運用を開始した。サービスは兵庫県姫路市が2021年3月に民間事業者と共同で開発したウェブサイト「タベスケ」[34]を利用する。2022年4月時点で姫路市、安城市、長崎県佐世保市、三重県桑名市、山梨県甲府市、栃木県鹿沼市、長野県松本市の計7つの自治体が参加している。安城市エリアは「AnjoたべRing byタベスケ」と名付けられた。市は利用料（月額3万3千円）を負担し、店と利用者は共に無料で利用ができる[35]。